# Cyklopentadien
Cyklopentadien (C5H6) je organická sloučenina, patří mezi nenasycené alicyklické uhlovodíky (v jeho molekule jsou dvě dvojné vazby. Silně zapáchá, při pokojové teplotě tvoří dimer, ze kterého zahříváním vzniká monomer.

## Výroba a použití
Používá se jako prekurzor cyklopentenu a jeho derivátů. Někdy se také používá k výrobě speciálních polymerů.

## Metaloceny
Metaloceny jsou sloučeniny cyklopentadienidového aniontu a kationtu kovu, nejdůležitější jsou ferrocen, vanadocen a jeho derivát vanadocen dichlorid.

### Příprava metalocenů
Metaloceny se nejčastěji připravují reakcí cyklopentadienidů alkalických kovů a dvojmocných halogenidů přechodných kovů, např.:
NiCl2 + 2 NaC5H5 → Ni(C5H5)2 + 2 NaCl.

## Podobné sloučeniny
- Benzen
- Cyklobutadien
- Cyklopenten
- Dicyklopentadien